# Відносини Боснія і Герцеговина — Європейський Союз
Відносини між Боснією і Герцеговиною та Європейським Союзом — це відносини, офіційно встановлені після здобуття незалежності Боснії і Герцеговини в 1992 році з Європейськими Співтовариствами (нині Європейський Союз).

## Історія

### Незалежність і визнання Європейськими Співтовариствами
Після референдуму про незалежність колишньої Югославії 29 лютого 1992 р. країна стала незалежною 6 квітня 1992 року і приєднався до Організації Об'єднаних Націй одночасно з Хорватією та Словенією. Проте сербська меншина в країні за підтримки Союзної Республіки Югославія розпочала військові дії, щоб утримати країну у сфері впливу Сербії.

### Війна в Боснії і Герцеговині
11 березня 2002 року, Рада прийняла Спільну дію 2002/210/CFSP про створення Поліцейської місії Європейського Союзу в Боснії та Герцеговині, метою якої було зміцнення місцевих та державних поліцейських сил з метою боротьби, зокрема, з організованою злочинністю.

### Місія EUFOR Althea
12 липня 2004 року, відповідно до Загальної рамкової угоди про мир в Боснії та Герцеговині (яка містить положення про створення багатонаціональних військових сил для впровадження миру) та після схвалення Радою Безпеки Організації Об'єднаних Націй Рада приймає два спільні дії: action commune 2004/569/PESC щодо мандату Спеціального представника ЄС у Боснії та Герцеговині; та action commune 2004/570/PESC щодо військової операції ЄС у цій країні: EUFOR Althea.

## Поглиблення відносин

### Угода про стабілізацію та асоціацію та статус потенційного кандидата
Країна бере участь у процесі стабілізації та асоціації на Балканах і з 2003 року визнана потенційним кандидатом на членство в Європейському Союзі. 16 червня 2008 року, після трьох років переговорів було підписано Угоду про стабілізацію та асоціацію (SAA), яка дозволила активізувати обміни та краще структурувати європейську допомогу (інструменти передприєднання) та цілі зближення двох країн.

### Вступ до Європейського Союзу
15 лютого 2016 року, Драган Чович, колегіальний президент Боснії та Герцеговини, подав заявку на членство в Європейському Союзі. У 2017 році країна також почала свою асоціяцію зі стратегією для Західних Балкан, спрямованою на прискорення стабілізації та інтеграції регіону в ЄС.